# Régiments français de chasseurs à cheval
Pour un article plus général, voir Chasseur à cheval.
 (octobre 2024).

Chasseur à cheval, 1870.

Les régiments français de chasseurs à cheval sont des régiments de cavalerie légère française regroupant les chasseurs à cheval.

## Ancien régime
Sur le modèle des chasseurs de Fischer, des unités mixtes sont créées :
- en 1744, les arquebusiers de Grassin ;
- en 1745, les fusiliers de La Morlière ;
- en 1746, les volontaires de Gantès, les volontaires Bretons et les volontaires du Dauphiné ;
- en 1747, les volontaires du Hainaut, puis les volontaires royaux.

Ces corps sont dissous dès 1749. D’autres unités sont constituées :
- Les volontaires royaux ;
- les volontaires des Flandres ;
- la légion du Hainaut (créée en 1763), renommée en 1768 légion lorraine ;
- les volontaires étrangers de Clermont-Prince (créés en 1758), qui se dédouble en 1761 avec la création des volontaires de Saint-Victor ; ces corps constituent en 1761 la légion de Clermont-Prince, renommée légion de Condé en 1766 ;
- les volontaires étrangers de Wurmser est créé en 1762, renommé l’année suivante volontaires de Soubise, puis renommé 6e légion de Soubise ;
- la légion corse est créée en 1769, renommée légion du Dauphiné en 1775.

Tous ces corps fonctionnent de la même façon : mélange de troupe à pied et de cavaliers, actions audacieuses, et aucune ne porte le nom de chasseurs.
En 1776, le comte de Saint-Germain dissout ces légions et crée officiellement vingt-quatre escadrons de chasseurs à cheval qui sont répartis entre les vingt-quatre régiments de dragons. En 1779, une ordonnance sépare ces escadrons de chasseurs (parfois nommés chevau-légers) et les regroupe pour donner naissance à six régiments de chasseurs à cheval, numérotés de un à six. En 1784, ces corps redeviennent mixtes par l'adjonction d’un bataillon d’infanterie. Ils comprennent donc 612 cavaliers et 348 fantassins, et sont nommés :
- 1er chasseurs des Alpes ;
- 2e chasseurs des Pyrénées ;
- 3e chasseurs des Vosges ;
- 4e chasseurs des Cévennes ;
- 5e chasseurs du Gévaudan ;
- 6e chasseurs des Ardennes.

Dès 1788, ces unités sont scindées. Chaque unité de chasseurs devient chasseurs à pied ; les cavaliers sont transférés dans de nouveaux régiments, numérotés de 7 à 12. Les numéros 1 à 6 sont attribués à des régiments de dragons convertis en chasseurs. Ce qui donne :
- 1er régiment d'Alsace formé avec Humières-Cavalerie
- 2e régiment des Évêchés formé avec Fimarcon-Dragons
- 3e régiment de Flandres formé avec du Fay-Dragons
- 4e régiment de Franche-Comté formé avec Nancré-Dragons
- 5e régiment de Hainaut formé avec Audigeau-Dragons
- 6e régiment de Languedoc formé avec Languedoc-Dragons
- 7e régiment de Picardie formé avec les escadrons des chasseurs des Alpes
- 8e régiment de Guyenne formé avec les escadrons des chasseurs des Pyrénées
- 9e régiment de Lorraine formé avec les escadrons des chasseurs des Vosges
- 10e régiment de Bretagne formé avec les escadrons des chasseurs des Cévennes
- 11e régiment de Normandie formé avec les escadrons des chasseurs du Gévaudan
- 12e régiment de Champagne formé avec les escadrons des chasseurs des Ardennes

## Révolution française

### Armées de la République
En 1791, tous ces régiments hérités de l'Ancien Régime perdent leur nom de province et sont simplement nommés « régiment de chasseurs à cheval ».

### Armée des émigrés
- Chasseurs de Bussy, Français émigrés qui servent dans un régiment autrichien, pendant les guerres de la Révolution et de l'Empire.

## Premier Empire

### Garde Impériale
Napoléon créa au sein de la Garde des Consuls un régiment de Chasseurs à cheval qui devint le prestigieux « Régiment de Chasseurs à cheval de la Garde impériale ».

## Restauration

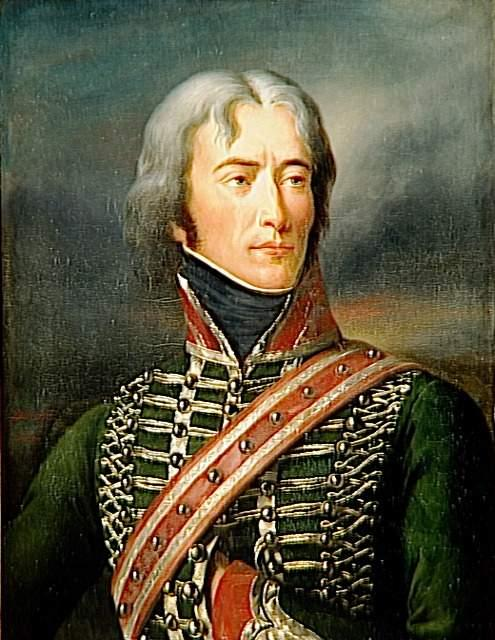
Antoine Richepanse en uniforme de lieutenant au 1er régiment de chasseurs à cheval en 1792.
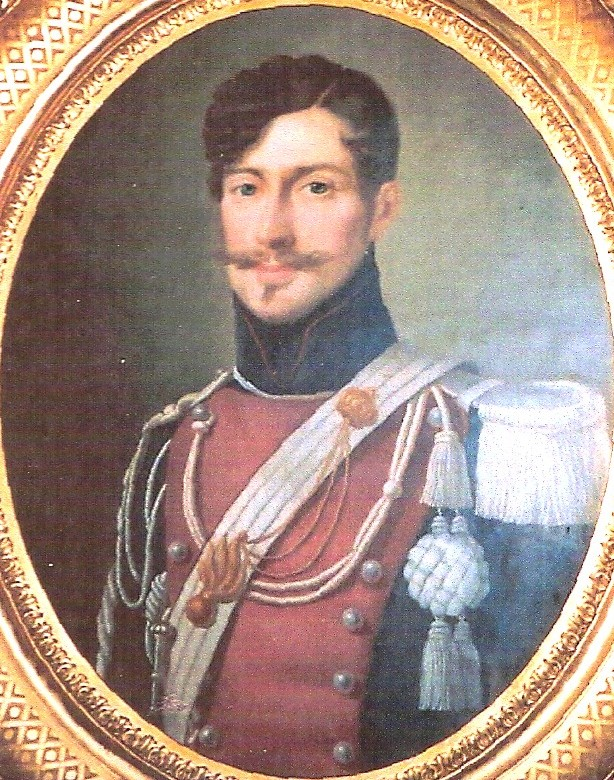
Robert Claret de Fleurieu.
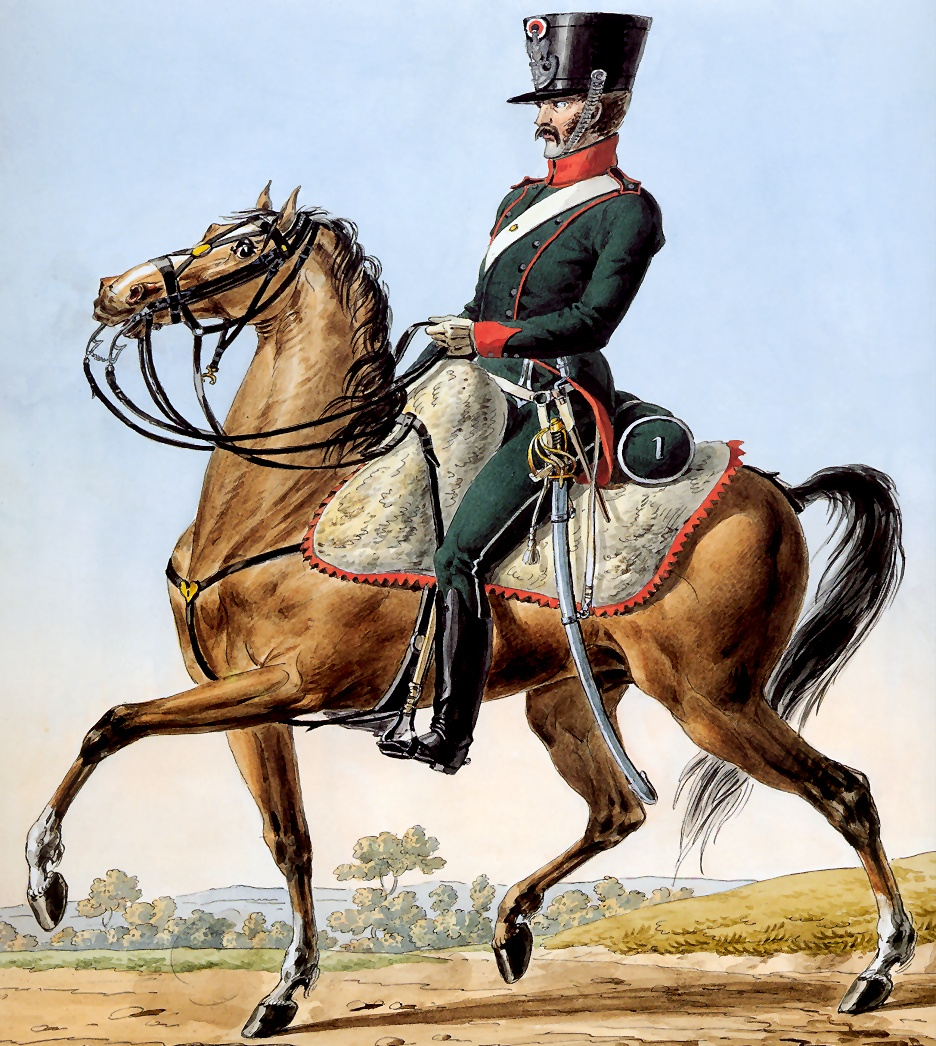
1er régiment de chasseurs à cheval de la Grande Armée.
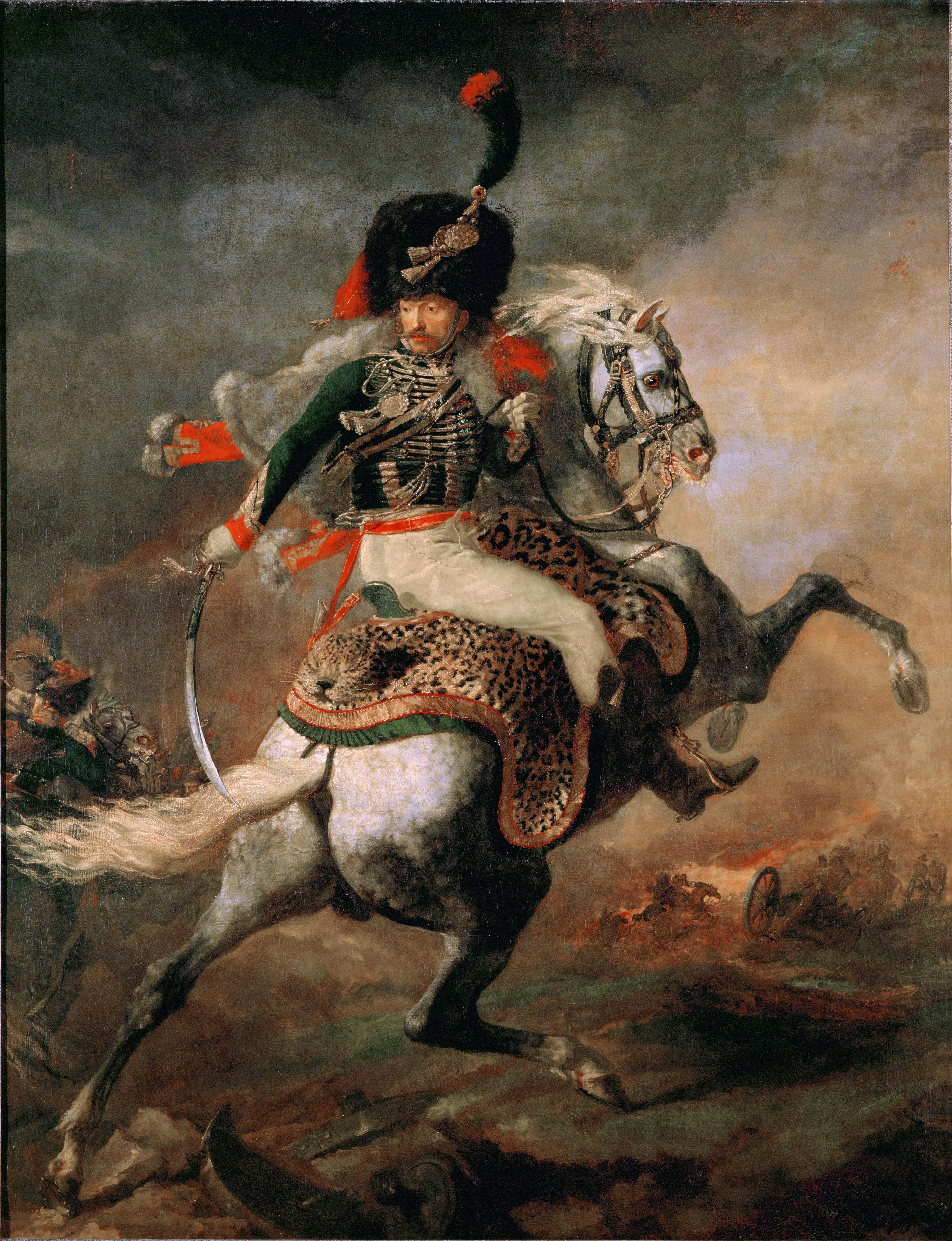
Officier de chasseur à cheval de la garde impériale.

## Régiments en activité
- 1er Régiment de Chasseurs (1er RCh) de Thierville
- 4e Régiment de Chasseurs (4e RCh) de Gap

## Régiments dissous
- 2e régiment de chasseurs à cheval
- 3e régiment de chasseurs à cheval
- 5e régiment de chasseurs à cheval
- 6e régiment de chasseurs à cheval
- 7e régiment de chasseurs à cheval
- 8e régiment de chasseurs à cheval
- 9e régiment de chasseurs à cheval
- 10e régiment de chasseurs à cheval
- 11e régiment de chasseurs à cheval
- 12e régiment de chasseurs à cheval
- 13e régiment de chasseurs à cheval
- 14e régiment de chasseurs à cheval
- 15e régiment de chasseurs à cheval
- 16e régiment de chasseurs à cheval
- 17e régiment de chasseurs à cheval
- 18e régiment de chasseurs à cheval
- 19e régiment de chasseurs à cheval
- 20e régiment de chasseurs à cheval
- 21e régiment de chasseurs à cheval